# Ogden Nicholas Rood

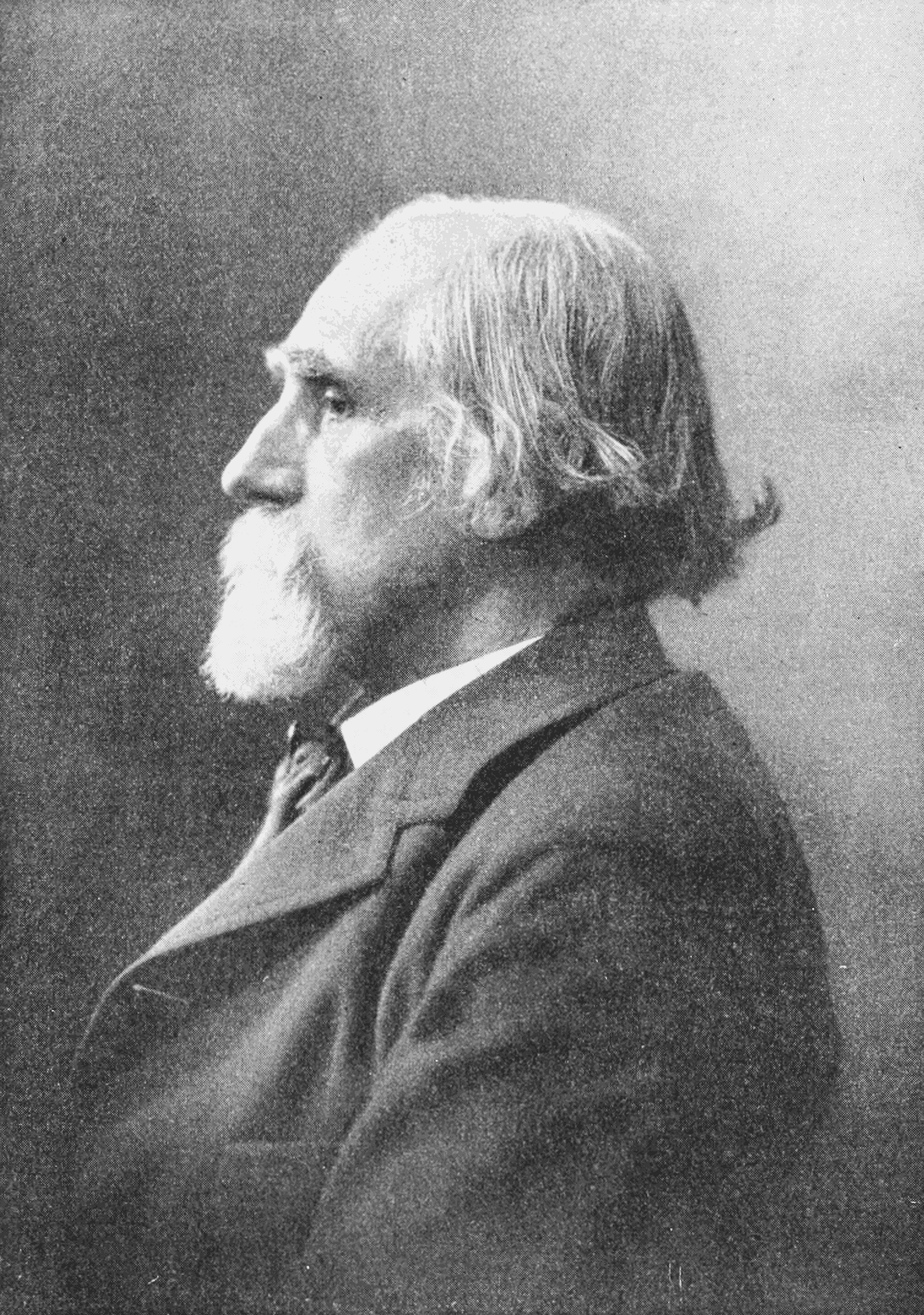
Ogden Rood

Ogden Nicholas Rood (* 3. Februar 1831 in Danbury (Connecticut); † 12. November 1902 in Manhattan) war ein US-amerikanischer Physiker, der vor allem durch seine Arbeiten zur Farbenlehre bekannt wurde.
Rood studierte in Berlin und München, bevor er auf einen Lehrstuhl für Physik an der Columbia University berufen wurde. Diese Stelle hatte er bis zu seinem Tod inne. 1864 wurde er in die American Academy of Arts and Sciences gewählt, 1865 in die National Academy of Sciences.
Sein Werk zur Farbenlehre, Modern Chromatics, with Applications to Art and Industry erschien 1879. 1880 erschien bei Brockhaus die deutsche Übersetzung, Die moderne Farbenlehre mit Hinweisung auf ihre Benutzungen in Malerei und Kunstgewerbe. 1881 erschien auch die französische Übersetzung. Nach Rood setzt sich die Farbe aus drei Parametern zusammen: Reinheit (purity), Helligkeit (luminosity) und Farbton (hue). Diese sind äquivalent zu den Maxwell’schen Parametern Sättigung (tint), Schattierung (shade) und Farbton (hue).
Rood war Amateurkünstler und Mitglied der American Watercolor Society. 1874 hielt er zwei Vorlesungen vor der National Academy of Design in New York über moderne Optik in der Malerei (Modern Optics in Painting). Gemeinsam mit Maxwell und Eugène Chevreul hatte Rood einen großen Einfluss auf die französischen Impressionisten und Pointillisten. Der Maler Camille Pissarro beschrieb in einem Brief die Ziele des Pointillismus folgendermaßen: „Eine moderne Synthese wissenschaftlicher von wissenschaftlich fundierter Methoden finden, das heißt, Methoden, die auf Chevreul's Farbenlehre, auf den Experimenten von Maxwell und den Messungen von Rood beruhen.“
Besonders auf Georges Seurat, den Begründer des Pointillismus, hatte Roods Theorie der Farbkontraste einen starken Einfluss. Rood stellte fest, dass kleine Punkte von verschiedener Farbe zu einer neuen Farbe verschmelzen, wenn man sie aus der Entfernung betrachtet. Er vertrat die Auffassung, dass die komplementären Kontraste seines Farbkreises die Wirkung eines Bildes verstärken, wenn sie paarweise eingesetzt werden. „... paintings, made up almost entirely of tints that by themselves seem modest and far from brilliant, often strike us as being rich and gorgeous in colour, while, on the other hand, the most gaudy colours can easily be arranged so as to produce a depressing effect on the beholder.“ (Gemälde, die sich fast völlig aus Farben mäßiger Sättigung zusammensetzen, aus Farben, die für sich genommen keineswegs brillant erscheinen, verblüffen uns oft durch reiche und köstliche Farbigkeit. Andererseits können die buntesten Farben so arrangiert werden, dass sie auf den Betrachter deprimierend wirken)